# リリア・ダルボーレ
リリア・ダルボーレ（Lilia d'Albore, 1911年1月4日 - 1988年8月21日）は、イタリアのヴァイオリン奏者。本名はエミリア・ダルボーレ(Emilia d'Albore)
サンタ・マリーア・カープア・ヴェーテレに生まれる。ローマ聖チェチーリア音楽院でジョアキーノ・ミケーリにヴァイオリン、アルド・ペリーニにヴィオラをそれぞれ師事。1929年に音楽院を卒業した後は、1931年までドイツにいたカール・フレッシュの薫陶を受けた。1940年代から1950年代までにフーベルト・ギーゼンやゲーザ・フリードをピアノ伴奏に立ててドイツ・グラモフォンにいくらかの録音を行った。1955年から1961年までコンプレッソ・ディ・ソリスティ・アントニオ・ヴィヴァルディのソリストを務め、1959年から1966年までピアニストのジェルマーノ・アルナルディとチェリストのアントニオ・サルダレッリとでローマ三重奏団を結成していた。
1941年からナポリ音楽院、1943年から母校のローマ聖チェチーリア音楽院で教鞭をとり、1976年にヨーロッパ弦楽器教育者協会にイタリア支部が出来た際には支部長を務めた。1983年にイタリア共和国功労カヴァリエーレ勲章を受勲。
グロッタフェッラータにて没。